# Activités de la CIA en France
Les activités de la CIA en France sont l'ensemble des opérations menées par la Central Intelligence Agency menées sur le sol français de sa création à aujourd'hui. Les activités d'espionnage de la CIA en France ont principalement eu un objectif économique.

## Histoire

### Sous laIVeRépublique

#### Accord Totem de coopération
Les services de renseignement américains sont soumis, depuis 1946, à une convention signée par le Service de documentation extérieure et de contre-espionnage (SDECE), ancêtre de la Direction générale de la Sécurité extérieure (DGSE), et le Central Intelligence Group (CIG), ancêtre de la CIA. Cet accord, signé en marge des accords Blum-Byrnes, appelé Totem, encadre et codifie les activités de chacun des services dans le pays. Totem prévoit la mise en place d'un officier de liaison, interdit à chaque service de recruter des nationaux du pays adverse sans que le service n'ait été informé, etc. L'accord Totem servira de modèle pour la coopération entre la CIA et d'autres services, comme le Secret Intelligence Service (MI6), à partir de 1949.

#### Réseau Arc-en-cielstay-behind
La CIA installe en France, comme dans la plupart des pays d'Europe de l'Ouest, un réseau clandestin stay-behind. Il est hébergé par le Service Action du SDECE. Il permet d'exfiltrer les dirigeants français dans le cas d'une invasion soviétique en Europe. Il semble que la plupart des présidents de la République n'aient pas eu connaissance de ce réseau jusqu'à ce que François Mitterrand, informé de son existence par Pierre Marion, ne le supprime.

#### Espionnage politique au sujet du Parti communiste français
Le CIG s'intéresse à la vie politique française du fait de l'importance électorale du Parti communiste français (PCF), qui est le premier parti politique de France lors des élections législatives de 1946. Il espionne le PCF pour déterminer si ce dernier souhaite organiser un coup d'État dans le pays. Une fois l'enquête menée, le directeur du CIG adresse au président des États-Unis Harry S. Truman une note pour lui assurer que si le PCF a bien les moyens d'organiser un coup, il n'en a pas le souhait.

#### Lutte anti-communiste à Marseille
La CIA considère le port de Marseille comme stratégique dans le cadre de la Guerre froide. Beaucoup de marchandises y passent, dont l'essentiel de l'aide du plan Marshall. Or, le port est contrôlé par les dockers de la Confédération générale du travail (CGT), réputés proches de Moscou. La CIA a recours à la mafia corse et italienne pour casser les mouvements de grève sur le port.

#### Soutien et financement à Force ouvrière
La CIA cherche à briser l'hégémonie de la CGT dans le monde syndical français. Elle soutient ainsi la création d'un syndicat non communiste, Force ouvrière (FO), notamment dans la ville de Marseille. Entre 1951 et 1954, la CIA dispose d'un budget d'un million de dollars par an à distribuer à Force ouvrière en priorité, ainsi qu'à des syndicats non communistes italiens, et au dockers de Marseille. Elle finance aussi la Confédération française des travailleurs chrétiens (CFTC).

#### Congrès pour la liberté de la culture
Le Congrès pour la liberté de la culture est une initiative privée financée et structurée avec l'aide active de la CIA. Ce congrès réunit des intellectuels tels qu'André Gide, Denis de Rougemont ou encore Louis de Broglie, qui soutiennent un discours anti-totalitaire et antistalinien.

#### Influence médiatique
La CIA infiltre des agents dans les médias français à partir de 1949, s'étant rendu compte que beaucoup de journaux sont subventionnés ou influencés par des agents soviétiques. Trente agents américains, et huit Français, fournissent les journaux en conseils, expertise, information et parfois désinformation au sujet du bloc de l'Est. La CIA essaie de repérer le plus tôt possible les journalistes prometteurs.
L'agence finance également des journaux, notamment socialistes, et aide plusieurs à échapper à la faillite. Elle soutient la création de l'Institut international de la presse, dont la branche parisienne s'installe dans les locaux de l'Institut d'études politiques de Paris, rue Saint-Guillaume.
En 1950, le New York Times affirme que « le gouvernement des États-Unis a dépensé, en 1950, en France, pour l’information 7 millions de dollars, soit, au cours officiel, 2 450 millions de francs ».

#### Influence académique et fondation de l'EHESS
La CIA cherche à influencer le monde académique français, et prend attache avec Gaston Berger, enseignant à l'université d'Aix-Marseille qui souhaite lutter contre l'influence du communisme dans les universités. La CIA soutient la création de la VIe section de l'École pratique des hautes études (EPHE), qui devient l'École des hautes études en sciences sociales (EHESS).

#### Espionnage scientifique
Dès les années 1940, la CIA met sous surveillance les hauts lieux de la recherche scientifique française. L'agence passe au crible le Collège de France, mais aussi l'Institut du radium, et l'École normale supérieure de la rue d'Ulm. L'agence suit avec minutie le développement du programme nucléaire français.

#### PlanClovende subversion anticommuniste
Le plan Cloven est une opération de déstabilisation du Parti communiste français lancée en 1952, dont les détails ne sont vraiment connus que depuis 2008, lorsque Frédéric Charpier y a consacré un chapitre de son livre consacré à la CIA, sur la base de documents d'archives classifiés, complétant son livre de 2000 et développées dans un autre livre en 2014 par la spécialiste italienne du renseignement Antonella Colonna Vilasi.
Le projet est décidé après la lecture d'un ouvrage de Charles Micaud, qui soutient que le PCF ne refluera pas avec la reprise économique, et qu'une guerre d'hégémonie culturelle doit être menée. Il préconisait d'appuyer les titistes, anti-staliniens. Le gouvernement français est informé et approuve l'opération. Elle est téléguidée par l'ambassadeur des États-Unis en France et non par le chef de poste de la CIA. Le plan est par la suite renommé en plan Midiron.

#### Opération d'influence en Indochine
Les États-Unis financent les efforts français durant la guerre d'Indochine. La CIA met toutefois en place des opérations en Indochine dès avant la signature des accords de Genève afin de contrecarrer l'influence culturelle et politique française dans la zone et affirmer l'influence américaine.

#### Soutien à l'indépendance de la Tunisie
La CIA apporte son soutien aux mouvements indépendantistes du protectorat français de Tunisie. En 1952, le ministère des Affaires étrangères se plaint auprès de l'ambassadeur américain à Paris, David Bruce, du rôle joué par la CIA au Maghreb français. L'agence passe outre et James Jesus Angleton utilise ses réseaux à l'Organisation des Nations unies pour faire inscrire à l'ordre du jour l'indépendance de la Tunisie.

#### Soutien à l'indépendance de l'Algérie
Au début des années 1950, la CIA envoie son agent Irving Brown entretenir des contacts avec des indépendantistes algériens. La CIA coordonne des opérations de subversion en Algérie. Le SDECE surveille les agissements américains. En 1944, le service français avait rédigé une note sur les manifestations de Sétif, Guelma et Kherrata qui avaient abouti à un massacre, et avaient noté la présence dans la région d'un officier de l'OSS qui avait rendu visite et stimulé les tribus kabyles et babores réfugiées à Guelma.

### Sous laVeRépublique

#### Évolution à partir de la présidence de Charles de Gaulle
Le statut de la CIA à Paris évolue avec l'arrivée au pouvoir de Charles de Gaulle. Alors que le directeur de la CIA, Allen Dulles, était auparavant reçu par tous les chefs de gouvernement et d’État en France, de Gaulle refuse de le recevoir. Il doit donc rencontrer Michel Debré. La CIA dispose à cette époque d'une soixantaine d'agents à Paris dont Jean de La Chevardière de La Grandville.
En 1963, l'accord Totem est révisé.

##### Soupçon de soutien au putsch des généraux
L'accumulation des contentieux va bon train, avec un apogée lors du putsch des généraux. De Gaulle soupçonne la CIA d'appuyer les généraux séditieux, dont notamment Maurice Challe.
La participation de la CIA à cette tentative de coup d’État est aujourd'hui non prouvée. Une note des services de renseignement suisse en date du 2 juillet 1962 remarque la présence à Alger, la veille du putsch, « de l'attaché militaire des États-Unis à Paris et de son adjoint, quelques heures avant l'arrivée du général Challe ; nous avons pu établir que les officiers américains avaient fait une demande spéciale pour effectuer ce voyage à cette date ». Il ajoute que « le poste émetteur du consulat général américain à Alger a été employé [par les putschistes] pour la liaison Alger-Paris au moment du putsch »,.
Le président John Fitzgerald Kennedy demande après cela au département d’État d'enquêter sur le rôle présumé de la CIA pendant le putsch. L'enquête ne débouche sur rien.

##### Enquête sur une alliance avec l'URSS
Charles de Gaulle ayant posé son veto avec Konrad Adenauer à l'entrée du Royaume-Uni dans le marché commun, Harold Macmillan cherche un moyen de se débarrasser de De Gaulle. Il tente de convaincre les Américains que de Gaulle est en train de se rapprocher de l'URSS, et compte changer de camp.
Le 25 janvier 1963, le président Kennedy réunit le Conseil national de sécurité pour lui ordonner de faire la lumière sur cette histoire. La CIA enquête à Paris et active ses agents sur place. Le 19 février, elle rend son verdict et apprend à l'exécutif américain que l'accusation britannique était une intoxication de la part de Macmillan.

##### Contact avec les meneurs du projet d'assassinat de Charles de Gaulle
La CIA est approchée vers 1965 par des individus liés à l'Algérie française qui cherchent à tuer de Gaulle en l'empoisonnant. La CIA aurait refusé de participer au projet. Il est révélé en 1975 par le Chicago Tribune.

#### Présidence de Georges Pompidou

##### Analyse médicale
La maladie de Georges Pompidou fait l'objet de spéculations au sein de la CIA. Afin de déterminer l'état de santé réel du président, ainsi que le temps qu'il lui restait à vivre, la CIA met en place un plan pour récupérer l'urine de Pompidou lors du sommet de Reykjavik de 1972.

#### Présidence de Valéry Giscard d'Estaing

##### Opération Aquarium de surveillance du Parti communiste français
La CIA met en place, en 1975, l'opération Aquarium. La CIA crée un dispositif de surveillance autour du siège du Parti communiste, place du Colonel-Fabien. Les voitures et les personnes qui travaillent au siège sont photographiées, suivies, fichées. Les mains des femmes qui s'y rendent sont photographiées avec des appareils miniatures afin de savoir si elles sont mariées ou pas. L'opération est découverte par le PCF. La participation de la Direction centrale des Renseignements généraux est incertaine.

##### Coopération entre CIA et SDECE
La CIA et le SDECE coopèrent fructueusement dans les années 1970. La CIA finance certaines opérations du SDECE en Afrique.

#### Présidence de François Mitterrand

##### Recrutement de cubains
La CIA recrute en France, et notamment dans la capitale et à Lyon, des immigrés cubains. Elle les entraîne à la contre-filature.

##### Surveillance de Régis Debray
La CIA surveille Régis Debray, qu'elle considère comme un dangereux communiste allié au régime de Cuba. Lors de sa rencontre avec François Mitterrand de 1981, George H. W. Bush transmet à Mitterrand un volumineux dossier sur Debray en lui demandant de lui retirer son passeport diplomatique.

##### Expulsion de fonctionnaires
Au début de l'année 1995, Charles Pasqua convoque les 26 janvier et 3 février l'ambassadeur des États-Unis pour l'informer de la nécessité de rapatrier cinq ressortissants américains identifié comme des agents de la CIA, dont quatre avaient le statut diplomatique. Ils avaient pour missions de recruter des membres de cabinets ministériels en vue d'espionnage économique et politique.

#### Présidence de Jacques Chirac
Plusieurs conversations téléphoniques du président Chirac furent enregistrées par la CIA.

#### Présidence de François Hollande
Affaire des écoutes de dirigeants européens. Plusieurs dirigeants européens ont été écoutés par la NSA et on suppose que ce renseignement a été exploité par plusieurs services américains dont la CIA en 2012 et 2014. Ces écoutes ont été révélées par la presse danoise puis reprises par des journaux allemands et français.

## Installations
Le 58 bis rue La Boétie dans le 8e arrondissement de Paris a accueilli l'antenne parisienne de la CIA entre 1948 et 2006.